# Ready or Not (Bridgit Mendler)
Ready or Not è il singolo di debutto della cantautrice statunitense Bridgit Mendler, pubblicato come estratto dal suo primo album Hello My Name Is.... L'anteprima è uscita il 3 agosto 2012 e la pubblicazione ufficiale su iTunes è il 7 agosto 2012. La canzone è stata scritta dalla stessa Mendler, Emanuel Kiriakou e Evan Bogart.
Il brano ha ricevuto critiche positive per le sonorità originale della parte musicale e per la vocalità della cantante stessa. La canzone ha debuttato al 2º posto nel Bubbling Under Hot 100, all'80º posto nel Billboard Canadian Hot 100 dove ha poi raggiunto il 51º posto e al 14º posto nella Top Heatseekers statunitense. Nella classifica italiana ha raggiunto la 41º posizione nel 2013.

## La canzone
In un'intervista con Kidzworld Media, dove lei spiegava il tema e il nucleo principale, disse: “è una canzone divertente che parla di una ragazza la cui vita è stata come tappezzeria e che vuole cambiare modo di vivere; l'elemento romantico è nella considerazione che lei vuole andare in giro per il mondo a cercare il suo ragazzo, piuttosto che il contrario. La maggior parte l'ho composta assieme a grandi scrittori e produttori.
Mendler ha inoltre dichiarato riguardo alla canzone: “Ho iniziato a scrivere canzoni fin da quando avevo 6 anni e sono entusiasta di condividerle con il mondo. Volevo scrivere qualcosa per le ragazze. Credo di essere stata quella ragazza seduta sul marciapiede in attesa del mondo.” Fu anche affermato che la canzone fu scritta con Emanuel "Eman" Kiriakou and Evan "Kidd" Bogart.

## Composizione
È stato detto che la canzone è “un brano pop con una forte connotazione di soul” e che essa è dotata di un'interpretazione di un pezzo dei The Delfonics, "Ready or Not Here I Come (Can't Hide from Love)".

## Pubblicazione
Il singolo è stato messo in onda per la prima volta il 3 agosto 2012 su Radio Disney ed è stato pubblicato in digitale il 7 agosto 2012.

## Critica
La canzone ha ricevuto critiche positive. Sebbene Amy Sciarretto dei PopCrush abbia dato alla canzone 3 stelle su 5, è stata positiva con la sua recensione, lodando la voce della Mendler. Ha anche elogiato il ritmo unico della canzone, dicendo che " La canzone è tutta scintillante, ritmi pop e il suo testo è per un pubblico giovane, sia quattordicenni che più piccoli, anche quando canta (I like your face / Do you like my song?) ". Ha inoltre evidenziato la parte "reggae" del brano, dicendo che "le sembra carina". Ha concluso la sua recensione sostenendo che "nel complesso, Ready or Not è un’accattivante canzoncina pop che rimane bene in testa, proprio come una scheggia sotto la pelle, che vi piaccia o no".

## Video musicale
Il video pubblicato il 14 gennaio 2013 su Disney Channel, è diretto da Philip Andelman e venne filmato in vari posti di Los Angeles, California. È stato realizzato anche un lyric video della canzone.

## Esibizioni dal vivo
La Mendler eseguì il brano al Molson Canadian Amphitheatre per Family Channel a Toronto, Canada il 26 agosto 2012.

## Premi e nomination
| Anno | Premio          | Categoria      | Nomination     | Risultato       | Ref.   |
| ---- | --------------- | -------------- | -------------- | --------------- | ------ |
| 2012 | PopCrush Awards | "About to Pop" | "Ready or Not" | Vincitore/trice | [ 10 ] |

## Tracce
US singolo su iTunes
1. Ready or Not – 3:20
2. Lista o No (Ready or Not Spanish Version) – 3:20

UK iTunes single
1. Ready or Not – 3:20
2. Ready or Not (Instrumental) – 3:20

## Classifiche
| Classifica (2012)                     | Posizione massima |
| ------------------------------------- | ----------------- |
| Austria                               | 25                |
| Belgio (Fiandre)                      | 60                |
| Belgio (Vallonia)                     | 50                |
| Brasile                               | 46                |
| Canada                                | 51                |
| Danimarca                             | 36                |
| Francia                               | 49                |
| Irlanda                               | 15                |
| Italia                                | 41                |
| Nuova Zelanda                         | 12                |
| Paesi Bassi                           | 57                |
| Regno Unito                           | 7                 |
| Stati Uniti                           | 49                |
| US Top Heatseekers (Billboard)        | 14                |
| US Bubbling Under Hot 100 (Billboard) | 2                 |
| US Hot Digital Songs (Billboard)      | 61                |

## Date di pubblicazione
| Paese | Data            | Formato                      | Etichetta         |
| ----- | --------------- | ---------------------------- | ----------------- |
| Mondo | August 3, 2012  | Radio Disney Planet Première | Hollywood Records |
| Mondo | August 7, 2012  | Digital download             | Hollywood Records |
| Mondo | August 21, 2012 | Mainstream radio             | Hollywood Records |